# Bezirk Sokal
Bezirk Sokal – dawny powiat (Bezirk) kraju koronnego Królestwo Galicji i Lodomerii, funkcjonujący w latach 1854–1867. Siedzibą starostwa było miasto Sokal.

## Historia
Bezirk Sokal utworzono w ramach reformy uwłaszczeniowej z okresu Wiosny Ludów (1848–1849), która likwidowała jurysdykcję właściciela ziemskiego nad poddanymi. W Galicji, dominium – jako podstawowa jednostka administracyjna i filar systemu feudalnego straciło rację bytu. Konieczne stało się zatem wprowadzenie nowego systemu administracyjnego, którego zręby powstały w latach 1851–1855. Nowy trójstopniowy podział administracyjny objął 21 cyrkułów (niem. Kreise), 179 małych powiatów (niem. Bezirke) i ponad 6000 gmin (niem. Gemeinde).
Bezirk Sokal objął obszar o wielkości 10,5 mil², zamieszkany przez 24.970 ludzi i podzielony na 37 gmin katastralnych, w tym jedno miasto (Sokal) i jedno miasteczko (Tartaków). Wszedł w skład cyrkułu żółkiewskiego, jako jeden z jego dziesięciu powiatów. Od północy i wschodu graniczył z Imperium Rosyjskim.
Po nadaniu Galicji autonomii oraz powołaniu samorządu gminnego i powiatowego w 1865 zlikwidowano cyrkuły (Kreise). Dotychczasowe małe powiaty (Bezirke) w liczbie 179, utrzymały się do 1867 roku, kiedy to w następstwie kolejnej reformy administracyjnej (23 stycznia 1867) zostały zastąpione przez 74 większych powiatów. Obszar zniesionego Bezirk Sokal wszedł wtedy w całości w skład nowego powiatu sokalskiego.

## Podział administracyjny (1854)
| Lp. | Gmina jednostkowa                          | Powierzchnia | Ludność | Powiat w 1867 po zniesieniu |
| --- | ------------------------------------------ | ------------ | ------- | --------------------------- |
| 1   | Sokal (M) z Babińcem i Zabużem             | 4926         | 3945    | sokalski                    |
| 2   | Sawczyn                                    | 1231         | 364     | sokalski                    |
| 3   | Łuczyce z Bujawą                           | 4687         | 779     | sokalski                    |
| 4   | Leszczatów                                 | 1427         | 254     | sokalski                    |
| 5   | Szarpańce                                  | 983          | 233     | sokalski                    |
| 6   | Bobiatyn                                   | 2761         | 569     | sokalski                    |
| 7   | Poturzyca z Wólką i Bendiuchami            | 4941         | 755     | sokalski                    |
| 8   | Ilkowice                                   | 1291         | 370     | sokalski                    |
| 9   | Zawisznia                                  | 2118         | 677     | sokalski                    |
| 10  | Konotopy                                   | 1553         | 463     | sokalski                    |
| 11  | Baranie Peretoki                           | 1634         | 281     | sokalski                    |
| 12  | Steniatyn z Józefówką i Rojatynem          | 4981         | 1087    | sokalski                    |
| 13  | Świtarzów z Horbkowem                      | 4724         | 1070    | sokalski                    |
| 14  | Wolica Komarowa z Horodelcem i Komarowem   | 3259         | 828     | sokalski                    |
| 15  | Chorobrów                                  | 2425         | 534     | sokalski                    |
| 16  | Uhrynów                                    | 4065         | 856     | sokalski                    |
| 17  | Nuśmice                                    | 785          | 343     | sokalski                    |
| 18  | Wojsławice z Mianowicami                   | 3805         | 878     | sokalski                    |
| 19  | Horodłowice                                | 1715         | 446     | sokalski                    |
| 20  | Starogród                                  | 1312         | 306     | sokalski                    |
| 21  | Pieczygóry                                 | 3994         | 174     | sokalski                    |
| 22  | Tudorkowice z Szychtorami                  | 3994         | 713     | sokalski                    |
| 23  | Cieląż                                     | 1765         | 545     | sokalski                    |
| 24  | Ulwówek                                    | 1722         | 442     | sokalski                    |
| 25  | Tartaków (m) z Tartakowicami i Tartakowcem | 6805         | 1759    | sokalski                    |
| 26  | Kopytów                                    | 1365         | 315     | sokalski                    |
| 27  | Perespa                                    | 2679         | 521     | sokalski                    |
| 28  | Zubków z Horodelcem                        | 2147         | 442     | sokalski                    |
| 29  | Spasów                                     | 3206         | 578     | sokalski                    |
| 30  | Perwiatycze                                | 1533         | 454     | sokalski                    |
| 31  | Torki ze Zboiskami                         | 2315         | 572     | sokalski                    |
| 32  | Byszów                                     | 2534         | 349     | sokalski                    |
| 33  | Rożdżałów z Andrzejowem                    | 2354         | 996     | sokalski                    |
| 34  | Korczyn                                    | 7048         | 767     | sokalski                    |
| 35  | Skomorochy                                 | 7074         | 514     | sokalski                    |
| 36  | Opulsko                                    | 1539         | 368     | sokalski                    |
| 37  | Poździmierz                                | 5738         | 423     | sokalski                    |

Objaśnienie:
(M) = miasto; (m) = miasteczko